# Fotokniha

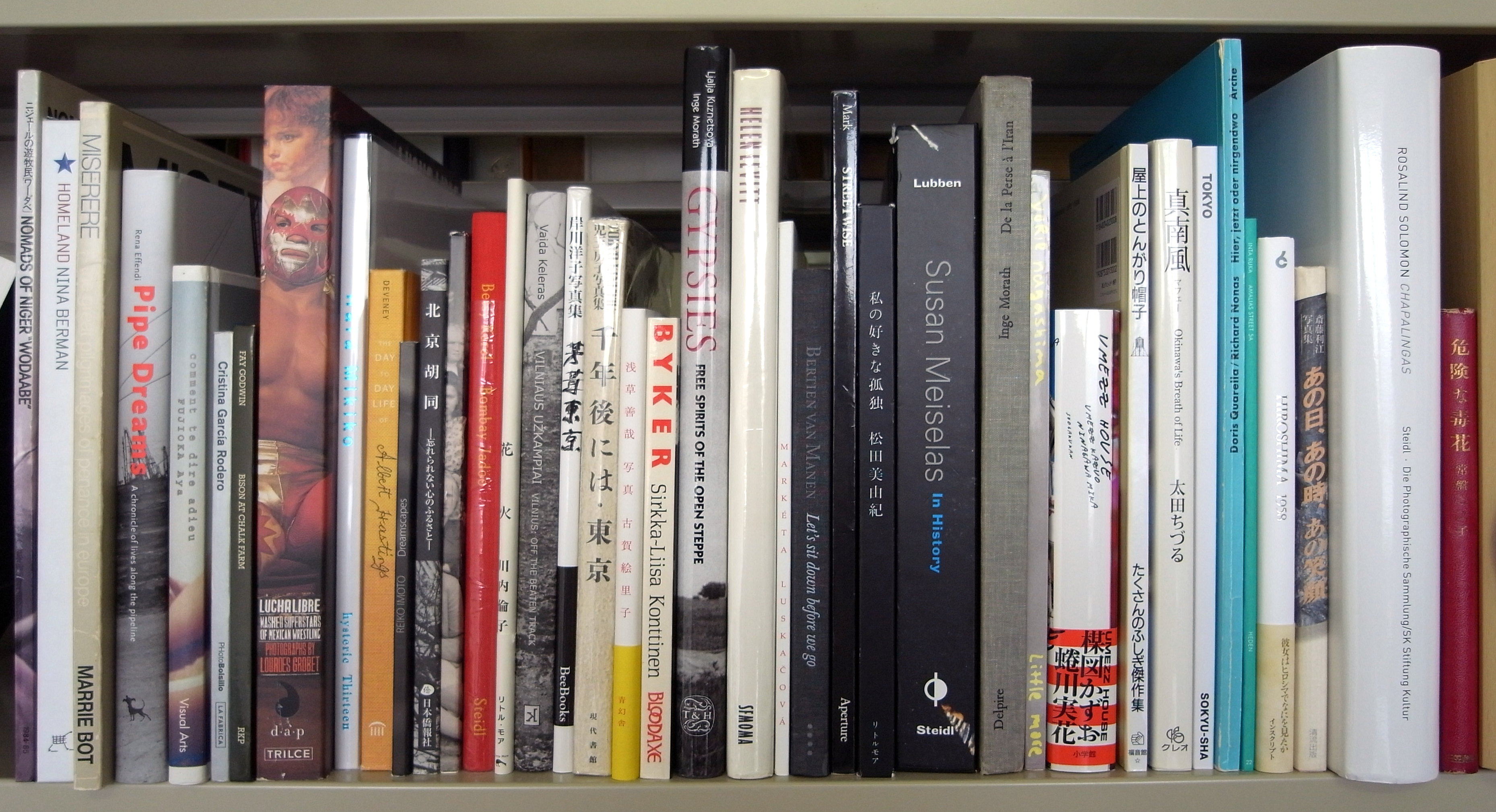
Polička s fotografickými knihami

Fotokniha nebo fotografická kniha je kniha, ve které fotografie tvoří významnou součást jejího obsahu. Dříve se běžně používalo označení fotografická kniha, v internetové současnosti převládá kratší pojem fotokniha, asi i vlivem angličtiny.

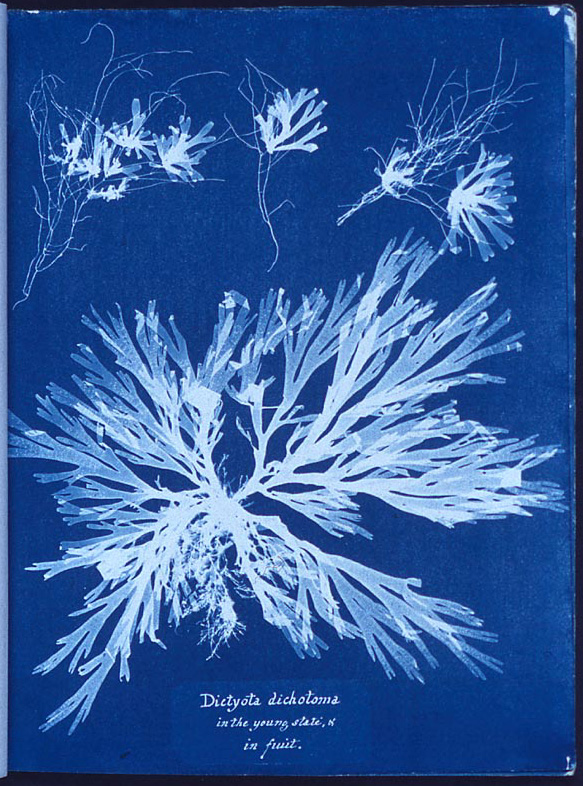
Anna Atkins: Kyanotypický fotogram zhotovený pro knihu Photographs of British Algae: Cyanotype Impressions, 1843

## První fotografické knihy
První fotografické knihy začaly vznikat už v polovině 19. století, vzápětí po vynálezu fotografie. Bylo pro ně typické, že fotografie byly do knihy přímo vlepené, tedy netiskly se tehdy na stejný papír jako textové stránky. Většina titulů se vydávala ve velmi nízkých nákladech, pouze pro nadšence a majetnější čtenáře.
Anna Atkinsová (1799-1871) byla anglická botanička a fotografka považovaná za první osobu, která vydala knihu ilustrovanou fotografickými obrázky. Některé zdroje ji označují za první ženu, která zhotovila fotografii. Sir John Herschel, přítel Atkinse a Childrena, vynalezl fotografický proces kyanotypie v roce 1842. Během jednoho roku Atkinsová tento proces aplikovala na řasy (konkrétně mořské řasy) a zhotovovala kyanotypické fotogramy kontaktních kopií "umísťováním sušených řas přímo na kyanotypický papír".
Atkinsová vydala ve vlastním nákladu své fotogramy v prvním díle Photographs of British Algae: Cyanotype Impressions v říjnu 1843. Jednalo se o soukromé vydání v omezeném počtu kusů s ručně psaným textem Photographs of British Algae: Cyanotype Impressions a jedná se o první knihu ilustrovanou fotografiemi. Teprve o osm měsíců později, v červnu 1844, vyšla knížka Williama Henryho Foxe Talbota The Pencil of Nature; tato kniha byla "první kniha ilustrovaná fotografiemi ke komerčnímu vydání" nebo "první komerčně publikovaná kniha ilustrovaná fotografiemi".
Tužka přírody (anglicky The Pencil of Nature) bylo fotografické dílo Williama Foxe Talbota zveřejněné v šesti (nebo v sedmi) vydáních v letech 1844 až 1846. Byla to vůbec "první fotograficky ilustrovaná kniha, která byla komerčně publikována" někdy je také označována jako "první komerčně publikovaná kniha ilustrovaná fotografiemi". Je považována za důležitou a vlivnou práci v dějinách fotografie. Knihu vydala společnost Longman & Co|Longman, Brown, Green & Longmans v Londýně, obsahuje popis procesu kalotypie včetně 24 ručně zhotovených kalotypických tisků na slaném papíru. Každý z nich je podlepen silnějším kartonem a slouží k ilustraci některé z možných aplikací nové technologie. Talbot ve své dílně vyrobil celkem 2500 kopií této knihy.

## Fotografické knihy 20. století
Zmíněný anglický článek také uvádí, že po roce 1920 už byly vydávány levné fotografické knihy v Japonsku. Rovněž v Evropě v té době byla technika tisku fotografií již zvládnutá, fotografie se objevovaly v časopisech a tiskly se fotografické kalendáře. Kdy přesně byla v tehdejším Československu vydána první fotografická kniha, a která to byla, však není snadné zjistit. Například z bibliografie Josefa Sudka je vidět, že jeho hlubotiskový kalendář vyšel v roce 1932, ale jeho první fotografickou knihou nejspíš byly až Pražské zahrady z roku 1943. První velmi výpravná fotografická kniha jiného, jen o dva roky staršího významného českého fotografa Karla Plicky, hlubotiskem tištěná velkoformátová (25,5 x 34 cm) PRAHA ve fotografii Karla Plicky, byla vydána péčí České grafické Unie v roce 1940. Vázaná kniha se prodávala za 200, brožovaná za 165 korun, počet vydaných výtisků není v knize uveden. Je ovšem dobře možné, že existují ještě starší české fotografické knihy.
Po roce 1950 byly fotografické knihy již dosti běžné, velkou popularitu v tehdejším Československu například získala známá Afrika snů a skutečností (1952) Jiřího Hanzelky a Miroslava Zikmunda. Pořád šlo o černobílé obrázky. Ačkoli barevná fotografie už existovala docela dlouho předtím, k jejímu skutečnému rozmachu došlo až někdy kolem roku 1970.

## Fotografické knihy v současnosti
V současnosti jsou samozřejmě výpravné fotografické knihy tištěné klasickými technikami stále vydávány a bývají dokonce cenově srovnatelné s ostatní knižní produkcí. Jsou to jak publikace obsahující fotografie jako samostatná výtvarná díla, tak knihy zaměřené do jiných oblastí, u nichž čtenáři bohatý fotografický doprovod ocení, například cestopisy, kuchařky, knihy o přírodě, pohledy do minulosti, atp.

## Individuální fotoknihy

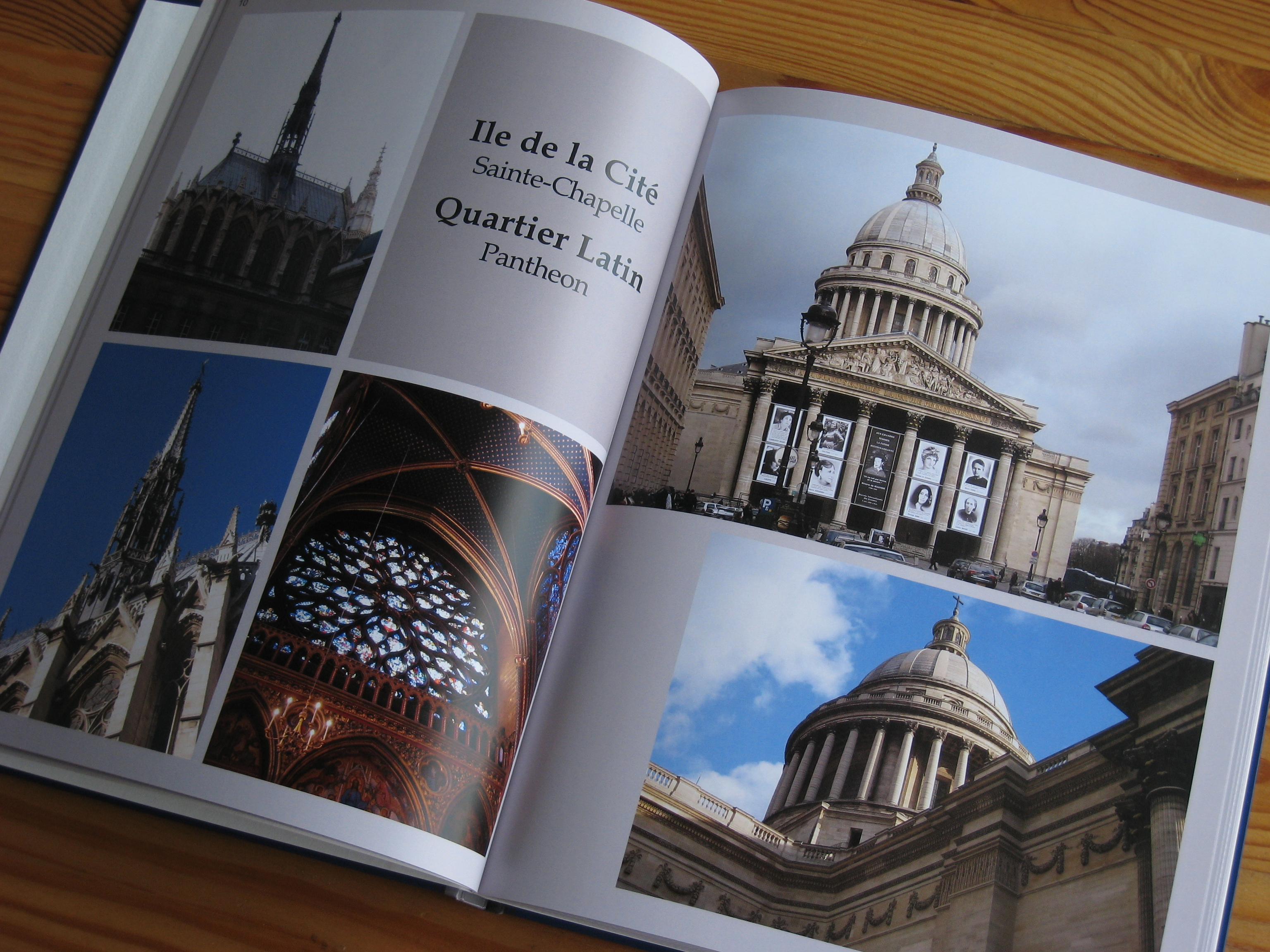
Individuální fotokniha

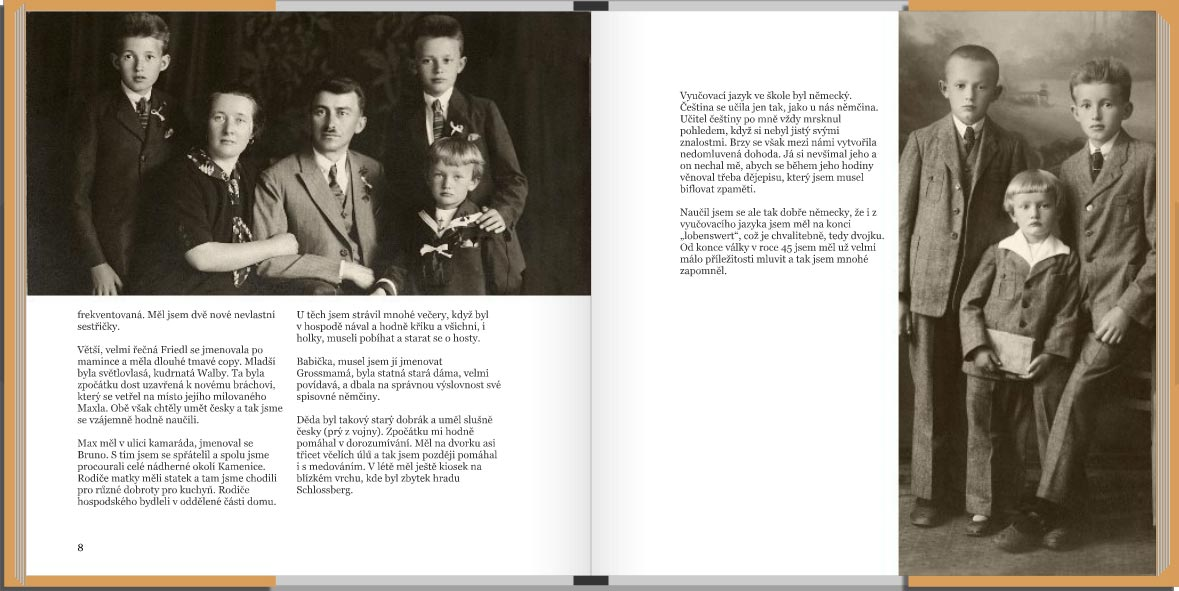
Ukázka z fotoknihy typu memoárů

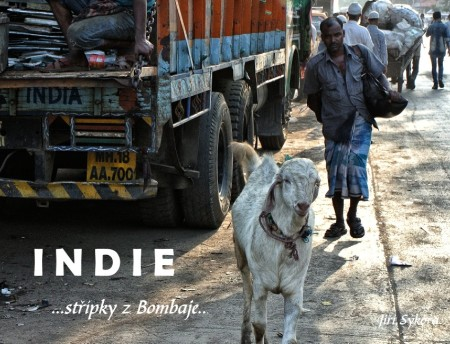
Kniha s fotografiemi bez textu

S masivním rozvojem digitální fotografie po roce 2000 se objevila a rychle rozšířila ještě další varianta fotografických knih, jejichž obsah si snadno mohou připravit jednotlivci na svých počítačích. Existují firmy, které komukoliv takovou individuálně vytvořenou fotoknihu na objednávku vytisknou na barevné digitální tiskárně a svážou ji do podoby profesionálně vypadající knihy. Tyto firmy nabízejí autorům nástroje ke snadnému vytvoření fotoknihy s profesionálním rozvržením, ale podle individuálních potřeb.

## Tvorba individuálních fotoknih
Autor vytváří fotoknihu na počítači z digitálních obrázků, zpravidla fotografií, a z textů. Kniha, která nakonec vznikne, musí vypadat přesně tak, jak ji vidí autor při její přípravě. Pro firmy, které výrobu fotoknih nabízejí, je to dost přísný požadavek. Aby mu vyhověly, vždy požadují vstupní soubory (tj. soubory s fotoknihami) ve svých vlastních speciálních formátech. Autor se proto musí na hned začátku rozhodnout, u které firmy si nechá danou knihu vytisknout, neboť pouze její software dokáže vygenerovat výsledný soubor v požadovaném speciálním formátu.
Každý takový software se snaží být autorovi co nejvíce nápomocný. Grafický design knihy (rozvržení obrázků a textů) totiž má splňovat jistá estetická pravidla, která autor bez grafického nadání nebo vzdělání nezná, takže takovou pomoc potřebuje. Proto mu software nabízí různé šablony vzhledu stránek, z nichž si autor vybírá, a jež může v určitých mezích i modifikovat. Šablony jsou přizpůsobené konkrétním rozměrům knih, které daná firma vyrábí, takže rozměr knihy je nutné vybrat hned na začátku, v průběhu práce už ho nelze změnit.
Každý takový firemní software má samozřejmě jen omezené možnosti, srovnává-li se s nástroji profesionálních grafiků (např. Adobe InDesign). Náročnějším tvůrcům proto někteří výrobci nabízejí i možnost výroby fotoknih ze souboru v
často užívaném formátu PDF. I v takovém případě si však autor hned na začátku musí zvolit konkrétní velikost knihy z nabídky vybraného výrobce a přesně dodržet její rozměry. Kniha pak bude věrným obrazem souboru PDF, ať už byl vytvořen jakkoliv.